# María Mendiluce
María Mendiluce Villanueva (Pamplona, 1 de febrero de 1974) es una economista española, experta en sostenibilidad y cambio climático. Ha promovido el abandono de los combustibles fósiles dentro el sector empresarial. En 2023, fue elegida por la revista Time como una de las 100 personas más influyentes en el mundo en su lucha contra el cambio climático.

## Trayectoria
Mendiluce nació en Pamplona en 1974. Estudió LADE en la Universidad de Navarra. Es doctora en economía de la energía. Cuenta con un MBA por la Henley Business School en el Reino Unido y doctora en Energy Economics por la Universidad Pontificia de Comillas. 
Desde 2020, es CEO de We Mean Business Coalition, una organización no lucrativa estadounidense que aglutina a más de 1.600 empresas con las que trabaja para acelerar la acción climática. Como parte de su trabajo, esta ONG, impulsa #FossilToCleanun movimiento global de empresas que quieren pasar de los combustibles fósiles a las energías renovables.
Antes de liderar la Coalición WMB, fue directora general en el World Business Council for Sustainable Development (WBCSD por sus siglas en inglés) con sede en Ginebra donde lideró las áreas de energía, cambio climático, movilidad y ciudades. Anteriormente trabajó para la Agencia Internacional de la Energía en París, en Iberdrola y en la Oficina Económica de la Presidencia de España, donde se encargó de desarrollar la primera estrategia de desarrollo sostenible del país.
Ha formado parte del comité directivo de Science Based Targets initiative (SBTi). una organización global que apoya a empresas y gobiernos para establecer objetivos de reducción de emisiones alineados con la ciencia climática para limitar el calentamiento global a 1.5 °C, en línea con el Acuerdo de París.
También ha ocupado altos cargos en el Gabinete Económico del Presidente del Gobierno español, en el Consejero Delegado de Iberdrola y en la Agencia Internacional de la Energía. Es comisionada de la Comisión de Transiciones Energéticas, copresidenta de la Junta Asesora Empresarial de Perspectivas del Medio Ambiente Mundial (PNUMA) y miembro de la junta del Centro de Estudios Ambientales Internacionales (CIES) en Ginebra.

## Publicaciones
Publicó en el número 134 de Papeles de economía española (2012) el libro "Los determinantes del consumo energético en España: ¿se ha mejorado la eficiencia energética?" donde analiza la evolución de la intensidad energética en España entre los años 2000 y 2010, identificando los factores que influyen en la relación entre el crecimiento económico y el consumo energético.

## Reconocimientos
En 2021, Mendiluce recibió el premio Personalidad Climática Española de la fundación del político estadounidense Al Gore The Climate Reality Project en España. Un par de años más tarde, en 2023, fue elegida por la revista Time como una de las 100 personas más influyentes en el mundo en su lucha contra el cambio climático 